# 崇仁路駅
座標: 北緯30度34分35秒 東経114度15分23秒 / 北緯30.57639度 東経114.25639度
崇仁路駅（すうじんろえき）とは中華人民共和国湖北省武漢市礄口区に位置する武漢地下鉄1号線の駅である。

## 駅構造
- 相対式ホーム2面2線を有す高架駅。

## 駅周辺
- 武漢同済医院
- 武漢体育館

## 歴史
- 2004年7月28日 - 開業。

## 隣の駅
武漢地下鉄
■1号線
利済北路駅 - 崇仁路駅 - 礄口路駅